# Куп'янська центральна районна бібліотека
Куп'янська центральна районна бібліотека - головна публічна бібліотека Куп'янського району Харківської області. Очолює Куп’янську районну централізовану бібліотечну систему, що складається із 24 сільських бібліотек-філій. Розташована у місті Куп'янськ.

## Історія
Куп'янська районна бібліотека розпочала свою роботу в 1919 році. Основою її фонду був фонд колишньої земської бібліотеки, яка налічувала близько 11 тисяч екземплярів, переважно художньої та релігійної спрямованості. Для неї було виділено приміщення по вулиці Білгородській. За свідченнями колишньої співробітниці Л. Д. Чернявської,  в той час в бібліотеці працювало чотири бібліотекарі. З 1920 по 1924 рік бібліотека займала приміщення по вулиці Первомайській, обслуговувала до 1200 чоловік, фонд налічував 20 тисяч примірників; з 1924 по 1928 рік вона знаходилася на вулиці Садовій, а в 1932 році бібліотеці було надано приміщення на вулиці Шевченка. В 1933 році під бібліотеку було виділено 3 кімнати в клубі профспілок на вулиці Карла Лібкхнета, де вона знаходилася до 1941 року.
В роки війни в клубі розмістили шпиталь і бібліотеці надали приміщення по вулиці Харківській, 8, де вона займала другий поверх. Під час війни велика частина фонду була знищена.
Після визволення Куп'янська від нацистських окупантів бібліотеці надали приміщення на вулиці Первомайській і вона відразу розпочала роботу. Працівники зберегли частину фонду, бібліотеці передали залишки фонду Вчительського інституту. В бібліотеку були прислані книги з Челябінської та Свердловської областей Росії, також багато жителів міста передали в фонд бібліотеки власні книги. Таким чином, на кінець 1943 року фонд районної бібліотеки налічував 16 тисяч примірників. З 1947 по 1956 рік бібліотека знаходилась в приміщенні по вулиці Карла Лібкхнета. З 1956 року по 1975 рік районна бібліотека була на вулиці Шевченка, 26. В 1975 році бібліотеці надали  приміщення по вулиці Леніна, 4 (нині проспект Конституції), де вона знаходиться до цього часу.
В післявоєнні роки відновили свою роботу сільські бібліотеки, але їх фонди були невеликі. Районна бібліотека мала рухомий книжковий фонд, яким мало змогу користуватися населення району. В 1960—1970 роки невпинно збільшувалася кількість сільських бібліотек. Районна бібліотека була методичним центром для бібліотек району, надавала допомогу в організації заходів та проводила заняття по підвищенню професійного рівня бібліотекарів. На початок 1967 року в районній бібліотеці налічувалося 31500 екземплярів книг, її послугами користувалося понад 4000 жителів міста та району. Свій вклад в розвиток бібліотек Куп'янського району зробили Попов Михайло Костянтинович — директор районної бібліотеки в 1960-ті роки, Литовченко  Людмила Михайлівна, яка завідувала бібліотекою в 1970-ті роки, методист Закопайло Ельміра Леонідівна, бібліотекарі Діденко В. А., Булахова В. К., Коваленко К. Ф.
З початком централізації в 1977 році змінилася структура бібліотеки. В Куп'янському районі була створена централізована бібліотечна система (ЦБС), до складу якої ввійшли 33 сільських і 6 міських бібліотек. Розширилися функції районної бібліотеки: створені відділ централізованого комплектування, методичний відділ, відділ обслуговування читачів, який включав в себе абонемент для дорослих читачів та кафедру обслуговування юнацтва. З 1977 по 1985 рік директором ЦБС була Валентина Григорівна Мишева. В районній бібліотеці працювали Остапенко Н. О., Ігнатова Л. М., Діденко В. А., Закопайло Е. Л., Полодюк В. О., Чорна Ю. І. Районна бібліотека проводила активну роботу по пропаганді літератури, співпрацювала з дитячими закладами, підприємствами та установами міста і району. Значно поліпшилась матеріальна база бібліотек, їх технічне оснащення. На той час фонд районної бібліотеки налічував більш як 70 тисяч екземплярів. В 1988 році директором централізованої бібліотечної системи стала Подкопаєва Ірина Марківна.
В 1991 році у зв'язку з реорганізацією закладів культури був створений Районний центр культури та дозвілля, до складу якого ввійшли бібліотеки міста та району. Районна бібліотека втратила статус головної бібліотеки району і ввійшла до складу Міського центру культури і дозвілля. Згодом бібліотека була перетворена в Бібліотеку сімейного читання, відкрився читальний зал, створений відділ обслуговування дітей та юнацтва. На 1.01.1997 року фонд бібліотеки налічував 67000 екземплярів, читачами стали 3360 чоловік.
В 1997 році в Куп'янському районі знову організована централізована бібліотечна система на чолі з центральною районною бібліотекою — єдиним методичним центром. На початку 2000-х років в зв'язку з оптимізацією було ліквідовано 6 сільських бібліотечних філій, створено нові філії в селах Ягідне і Курилівка-1. В 1998 році в центральній районній бібліотеці були введені платні послуги за користування читацьким квитком, нічний абонемент, ксерокопіювання.
У 2009 році рішенням Куп'янської районної ради централізована бібліотечна система передана в комунальну власність територіальної громади сіл, селищ Куп'янського району та підпорядкована відділу культури й туризму Куп'янської районної державної адміністрації.

## Сучасність
На даний час централізована бібліотечна система Куп’янського району складається з центральної районної бібліотеки та 24 сільських бібліотечних філій. В 2010 році центральна районна бібліотека та 3 сільські філії взяли участь в конкурсі для публічних бібліотек  «Організація нових бібліотечних послуг з використанням вільного доступу до Інтернету», який проводила за сприяння фонду Білла та Мелінди Гейтс програма «Бібліоміст». В рамках цього проекту районна бібліотека отримала 9 комп’ютерів з комплектуючими для своїх читачів. В читальній залі районної бібліотеки був відкритий центр інтернет-послуг з безкоштовним доступом до мережі.
Районна бібліотека є невід’ємною частиною культурного життя району. Проводяться різноманітні заходи до державних та знаменних дат. Районна бібліотека є ініціатором проведення районного конкурсу читців «Вічне слово Кобзаря», бере участь в різноманітних проектах і заходах обласних бібліотек.   Районна бібліотека є методичним центром для бібліотек району. Проводяться заходи по підвищенню кваліфікації для сільських бібліотекарів, стажування  нових співробітників. З 2016 року директором централізованої бібліотечної системи працює Шепілова Тетяна Петрівна. В центральній районній бібліотеці функціонують абонемент для дорослих читачів, відділ обслуговування дітей та юнацтва, читальна зала, методичний відділ, відділ книжкових фондів та каталогів. В бібліотеці працюють Разенкова Ю.І., Авксентьєва Н.В., Нікіфорова А.С., Терешонкова І.Ю., Пупкова Н.О., Тарценко Г.А., Авксентьєв В.В., Кашуба В.І.
На 1.01.2018 року книжковий фонд центральної районної бібліотеки складав 48151 екземпляр, протягом року читачами бібліотеки стали 2199 жителів міста та району.  

## Структура бібліотеки
- Відділ книжкових фондів і каталогів
- Методичний відділ
- Відділ обслуговування дітей та юнацтва
- Абонемент (відділ обслуговування дорослого населення)
- Читальний зал